# 秦银河
秦银河（1951年8月—），河南宝丰人，原中国人民解放军总后勤部副部长，中将军衔，主任医师，中国共产党第十七届、十八届中央候补委员。
秦银河1968年加入中国人民解放军，1977年自第三军医大学毕业。1993年起任第三军医大学大坪医院院长。2000年出任解放军总医院副院长，2001年晋升为少将。2004年升任解放军总医院院长。2007年12月升任总后勤部副部长，同时继续兼任院长一职。2009年起不再兼任院长，同年晋升为中将。2010年兼任全国爱国卫生运动委员会副主任。2014年12月到龄退役。